# Lenoczka i winogrona
Lenoczka i winogrona (ros. Леночка и виноград, Lenoczka i winograd) – radziecki film komediowy z 1936 roku w reżyserii Antoniny Kudriawcewy powstały na podstawie scenariusza Jewgienija Szwarca i Nikołaja Olejnikowa. Kontynuacja filmu niemego "Obudźcie Lenoczkę".
Ekscentryczna komedia dla dzieci. W roli głównej Janina Żejmo, która umiejętnie wcieliła się w rolę dziecka. 

## Obsada
- Janina Żejmo jako Lenoczka
- Boris Czirkow
- Inna Fiodorowa
- Aleksandr Kurkow
- Wasilij Mierkurjew